# Leucanella lama
Leucanella lama är en fjärilsart som beskrevs av Berg 1883. Leucanella lama ingår i släktet Leucanella och familjen påfågelsspinnare. Inga underarter finns listade i Catalogue of Life.